# 梶原政景
梶原 政景（かじわら まさかげ）は、戦国時代から江戸時代前期の武将。岩付太田氏である太田資正の次男で、北条家臣として活動した太田氏資の異母弟。

## 生涯
梶原上野介未亡人の養子となり、梶原の名字を称した。梶原姓を称した時期には諸説あるが、『年代記配合抄』という書物によれば、天文17年（1548年）に生まれ、弘治3年（1557年）3月に葛西城の足利義氏の下で元服して「梶原源太政景」と称した。梶原氏は、古河公方家の奉公衆として名前が見られ、永正年間には「梶原三郎政景」と称する人物が存在したことが知られていることから、その名跡を継いだ可能性が高い。なお、「梶原源太」は鎌倉時代の武将・梶原景季と同じ名乗りであったが、鎌倉期の梶原氏と古河公方奉公衆の梶原氏の関係は不詳である。その直後から、義氏の奏者として政景の名前が登場することから、義氏の近臣として仕えていたとみられている。ところが、永禄3年（1560年）に父が上杉謙信に呼応して足利藤氏の古河公方擁立に加担すると、政景も義氏の下を去って岩付城に戻った。
ところが、太田氏と北条氏との関係断絶と政景の帰国は北条氏康の娘を娶っていた兄氏資の立場を微妙なものとし、やがて永禄7年（1564年）、父・資正は氏資によって追放され、政景は幽閉されてしまう。その後、政景は家臣の手引で脱出に成功して、父が一時滞在していた宇都宮広綱を頼り、その後、父と共に常陸国の佐竹氏当主・佐竹義重を頼り、その家臣となった。なお、母である大石氏も氏資によって人質として小田原城へ送られていたものの、政景の命を受けた家臣の決死の行動で救出され、政景の下に送り届けられたという。
佐竹義重の小田氏治討伐では小田氏治勢を破り、その功績から小田城を与えられた。以後は天正5年（1577年）に、初陣の北条氏直による攻撃を受けて応戦するなど、後北条氏との戦いを繰り広げた。また、安房国の戦国大名・里見義頼や、三河国・遠江国・駿河国を領する徳川家康と連携し、北条氏の挟撃を画策するなど、反北条の活動を続けた。
ところが、天正12年（1584年）の沼尻の合戦の最中に、突如北条氏に寝返ったが、父の資正の仲介により帰参している。政景が父の没後に太田氏に復帰して家督を継げなかった背景にはこの一件があったとする見方もある。なお、この戦いでは岳父真壁久幹は後北条氏方についたが、合戦中に佐竹方に帰参した。
天正18年（1590年）、小田原征伐後は、佐竹氏の命令で植田城に居城を移した。翌年、父・資正が没。後には文禄の役にも出陣、渡海して朝鮮半島にも出兵している。慶長5年（1600年）の関ヶ原の戦いの後、日和見的態度に終始して減封された佐竹氏の秋田転封に従うも、後に辞して北ノ庄藩の結城秀康に2,000石で仕えた。
慶長19年（1614年）から始まる大坂の陣にも秀康の子、松平忠直の家臣として従軍している。
元和元年（1615年）没。没年には元和9年（1623年）説もある。子は無かったようで、太田氏の家督は弟の資武が継ぎ、梶原氏の家督はその資武の子梶原景嘉が継ぎ、徳川忠長に仕えた。
墓所は福井市禅林寺。